# +Sugar.
＋Sugar.（ぷらすしゅがー）は日本の女性アイドルグループ。
「いつもの生活にちょこっと甘いお砂糖をプラスしたような、あなたにとってそんな存在になりたい。」をコンセプトに2018年5月27日より活動中。略称は「ぷらしゅが」。ファンの総称は「微糖派」。

## 略歴・概要

### 2018年
- 03月14日  ＋Sugar.結成。
- 05月27日  メグ・ピッチ・オリオン、黒崎かのん、日向さや、神楽めろな、夢乃ねんの5人で始動。
- 06月21日 松山ごまがピンチヒッターとして出演し、6人体制となる。

### 2019年
- 01月20日 ＋Sugar.1stワンマン～カノン生誕祭～開催。
- 01月20日 初オリジナル曲「Bitter+Sweet world」披露。
- 03～04月 Tokyo candoll2019準決勝まで参加。
- 06月26日 2曲目オリジナル曲「無糖、恋ドリップコーヒー。」披露。
- 08月25日 藤宮ももかが加入し7人体制となる。
- 08月25日 ＋Sugar.2nd oneman LIVE!!〜MEGUPI&MELONA Birthday Party 2019〜開催。
- 12月 3曲目オリジナル曲「始まりの合図」披露。

### 2020年
- 02月02日 オリジナル曲であるBitter+Sweet world、始まりの合図（サイン）を配信開始[1]。
- 02月02日 Zirco Tokyoにて＋Sugar. 3rd One-man LIVE!!〜カノン ・ネンBirth Day Special〜開催[2][3]。
- 02月03日 日刊スポーツ「NIKKAN SPORTSアイドル大好き♡キャンペーン」に参加[4]。
- 05月01日 "m voice"にて＋Sugar.紹介[5]。
- 05月12日 『自粛中でも繋がりを保ちたい！２曲入り配信シングル制作キャンペーン！！』クラウドファンディング実施[6]。
- 09月01日 ファンクラブコミュニティ「とっても微糖派くらぶ」発足[7]。
- 10月27日 オリジナル曲である運命じゃないひとをお披露目＆各配信サイトで配信開始[8]。
- 11月01日 現体制終了のお知らせ[9]。
- 11月01日 現体制終了にあたり新メンバー募集開始[10]。
- 12月18日 新体制公開[11]。

### 2021年
- 03月18日 天衣ゆなは事務所に所属したことにより脱退
- 06月24日 元花ノ色リミテッドの雨宮れいなが加入。

2022年
- 04月28日　松山ごまが卒業。同年9月30日にIQ99に加入。
- 06月04日　残夢風花が終末のメリーランドと兼任で加入。
- 10月11日　2023年2月に行う主催ライブをもって、グループの無期限活動休止を発表。
- 11月14日　日向さや、月美うみ、雨宮れいなを契約解除、それを受け残夢風花が脱退。(尚、この4名は同月末から翌年3月までの期間限定で「ふれうさ」を結成。)

### 2022年
- 1月16日 グループを「ぷらしゅが」へ改名。

### 2023年
- 02月12日　主催ライブをもって無期限活動休止。

## メンバー
| 名前                                        | 愛称                | 担当色           | 生年月日      | 血液型 | 趣味                                  | 出身地     | 推しの総称 | キャッチコピー | 備考 |
| ------------------------------------------- | ------------------- | ---------------- | ------------- | ------ | ------------------------------------- | ---------- | ---------- | --- | ---- |
| メグ・ピッチ・オリオン (MEGU・PITCH・ORION) | めぐぴ              | ぱりぴぐりーん   | 1995年7月17日 | B型    | 酒 アイドル                           | 秋葉原     |            | 元ユニドルみみしょこ パリピッめぐぴパリピッ！×2 心はいつでも夢見る15歳                                                                        |      |
| 日向 さや (HINATA SAYA)                     | さやっぴ さやちゃん | CRAZY PINK       | 10/06         | B型    | 食べること 睡眠                       | 岡山県     |            | Candy Land 三・三・さやっぴ拍子! せーの! ピッ!ピッ!ピッ! ピッ!ピッ!ピッ! ピッ!ピッ!ピッ!ピッ!さやっぴ!! はい! 岡山県から来ました日向さやです! |      |
| 松山 ごま (MATSUYAMA GOMA)                  | ごまちゃん          | めるへんパープル | 04/18         | A型    | 読書 カフェに行く アイドルオタク      | 愛媛県     | セサ民     | 振付、作詞 |      |
| 月美うみ (TSUKIMI UMI)                      | うみみ              | 青               | 09/18         | A型    | 映画鑑賞 料理 ゲーム アスレチック遊び | 東京都下町 |            | エイム合わせ 地上に舞い降りたJELLYFISH、青色担当うみみ                                                                                        |      |

### 旧メンバー
| 名前                          | 愛称          | 担当色             | 生年月日      | 血液型 | 趣味                                   | 出身地       | 推しの総称 | 備考                                      |
| ----------------------------- | ------------- | ------------------ | ------------- | ------ | -------------------------------------- | ------------ | ---------- | ----------------------------------------- |
| 黒崎 かのん (KUROSAKI KANON)  | かのん        | 白                 | 01/23         | AB型   | 買い物                                 | 神奈川県     |            | ファッション塩対応                        |
| 神楽 めろな (KAGURA MELONA)   | めろな メロぴ | 水                 | 06/11         | 未定   | カフェ巡り                             | 秋田県       |            | 新陳代謝が活発な水色担当                  |
| 夢乃 ねん (YUMENO NEN)        | ねんちゃん    | ふれっしゅおれんじ | 03/03         | ♡型    |                                        | オレンジ王国 | 夢乃教     | 永遠の幼稚園児、合法ロリ                  |
| 藤宮 ももか (FUJIMIYA MOMOKA) | ちぇるちぇる  | 黄                 | 06/13         |        | ゲーム                                 | 埼玉県       |            | 実は、シンチレーション ちぇるちぇるだんす |
| 天衣ゆな (AMAI YUNA)          | ゆなてん      | きいろ             | 1998年9月26日 | B型    | アイドル鑑賞 おひるね うたをうたうこと | 栃木県       |            |                                           |

## 楽曲
- Bitter+Sweet world
- 無糖、恋ドリップコーヒー
- 始まりの合図（サイン）
- きみとしたい夏
- 運命じゃないひと
- プロローグ（曲名）